# 信夫山秀之助
信夫山 秀之助（しのぶやま ひでのすけ、1902年6月6日 - 1957年8月19日）は、福島県伊達郡川俣町出身で出羽海部屋に所属した大相撲幕内力士。本名は菅野 秀之助。身長177cm、体重103kg。最高位は東前頭2枚目。得意技は右四つ、寄り。

## 略歴
1920年1月場所、出羽海部屋から初土俵を踏む。負け越しなしで1925年1月場所、十両に昇進した。右四つからの寄りを得意とした。十両と幕下の間を何度か往復したが、1929年1月場所に入幕すると、その場所9勝2敗の好成績を挙げ、幕内上位に定着した。横綱・宮城山や大関・能代潟も何度か破ったこともあったが、1932年の春秋園事件で脱退、その後復帰しなかった。関西角力協会では1936年まで現役を続け、その後は学生相撲の指導にあたっていた。

## 主な成績
- 通算成績：149勝107敗1分4休　勝率.582
- 幕内成績：69勝60敗1分2休　勝率.535
- 現役在位：31場所
- 幕内在位：13場所（脱退の1932年1月場所を含む）
- 金星：2個（宮城山2個）
- 各段優勝
  - 幕下優勝：2回（1924年5月場所、1928年3月場所）

### 場所別成績
| 1920年 （大正9年） | （前相撲）         | x                     | （前相撲）            | x               |
| 1921年 （大正10年） | （前相撲）         | x                     | 西序ノ口19枚目 3–2    | x               |
| 1922年 （大正11年） | 西序二段33枚目 3–2 | x                     | 西三段目47枚目 4–1    | x               |
| 1923年 （大正12年） | 西三段目17枚目 5–5 | x                     | 西三段目21枚目 4–2    | x               |
| 1924年 （大正13年） | 西三段目5枚目 3–2  | x                     | 西幕下23枚目 優勝 6–0 | x               |
| 1925年 （大正14年） | 西十両13枚目 3–3   | x                     | 東幕下3枚目 4–2       | x               |
| 1926年 （大正15年） | 東十両9枚目 3–3    | x                     | 西幕下4枚目 3–1–2     | x               |
| 1927年 （昭和2年） | 東幕下筆頭 4–2     | 東幕下筆頭 3–3        | 西十両7枚目 4–2       | 東幕下2枚目 2–4 |
| 1928年 （昭和3年） | 西十両3枚目 5–6    | 東幕下8枚目 優勝 6–0  | 西十両3枚目 7–4       | 西十両3枚目 9–2 |
| 1929年 （昭和4年） | 東前頭12枚目 9–2   | 東前頭12枚目 8–3      | 東前頭4枚目 7–4       | 東前頭4枚目 4–7 |
| 1930年 （昭和5年） | 東前頭4枚目 6–5    | 東前頭4枚目 5–4–2 ★   | 東前頭2枚目 5–6 ★     | 東前頭2枚目 6–5 |
| 1931年 （昭和6年） | 西前頭2枚目 5–6    | 西前頭2枚目 3–7 1痛分 | 東前頭5枚目 2–9       | 東前頭5枚目 9–2 |
| 1932年 （昭和7年） | 西前頭2枚目 – 脱退 | x                     | x                     | x               |
| 各欄の数字は、「勝ち-負け-休場」を示す。 優勝 引退 休場 十両 幕下 三賞：敢=敢闘賞、殊=殊勲賞、技=技能賞 その他：★=金星 番付階級：幕内 - 十両 - 幕下 - 三段目 - 序二段 - 序ノ口 幕内序列：横綱 - 大関 - 関脇 - 小結 - 前頭（「#数字」は各位内の序列） |                    |                       |                       |                 |